# 八戸氏
八戸氏（はちのへし）は、南部氏の一族で盛岡藩士の氏族。本姓は源氏。家系は清和源氏の一流で河内源氏の傍流・甲斐源氏南部氏流にあたる。八戸根城を根拠地としたため、根城南部氏・八戸南部氏ともいい、また江戸時代に遠野に移ったため、遠野南部氏ともいう。なお、江戸時代に盛岡藩から独立した八戸藩の藩主家とは直接の関係はない。

## 歴史

### 出自
南部氏初代・南部光行の三男・実長を祖とすると伝える。実長は甲斐国波木井郷（現在の山梨県南巨摩郡身延町梅平一帯）を領して波木井氏（「はきいし」、「はきりし」、「はぎいし」）を称し、彼の嫡男・実継の系統が陸奥へ移って八戸氏に繋がる。なお、実長の四男（あるいは長男）の長義の系統は甲斐国に勢力を保った。

### 南北朝時代
波木井実継の家はその子・長継の代になって、長継の又いとこ・政行と長継の姉妹との息子・南部師行を養子に迎えた。師行は南朝方に参加し北畠顕家の陸奥下向に従って甲斐国から八戸に移った。以後、八戸氏（根城南部氏）は南朝方として活動する。また師行は八戸根城を築いたとされる。延元3年/建武5年（1338年）、師行は北畠顕家とともに足利尊氏に敗れ戦死し、実弟・政長が家を継いだ。政長の跡は嫡男・信政の死去のため孫の信光が継ぎ、信光の弟・七戸政光（南部政光）は七戸城を領した。のち信光は八戸から甲斐国波木井へ移った。八戸は三戸南部氏に管理をゆだねたという。その信光が死去すると、その子らが若年だったため七戸政光が根城南部家を一旦継いだ。この時期の活動から、盛岡藩主となる三戸南部家ではなく、根城南部家（八戸氏）こそが南部氏の惣領だったともみられている。

### 室町時代
明徳3年（1392年）、南北朝合一が成ると、南朝方の根城南部家は劣勢となり、足利義満に仕えていた三戸南部氏当主・南部守行の勧めで政光は北朝へ帰順し、根城南部家は甲斐を去って八戸へ再び下った。これにより根城南部氏は三戸南部氏の影響下に入ることになる。
八戸下向後、政光は家督を甥・南部長経へ譲った。なお政光の実子・政慶の系統は七戸城を受け継いで七戸氏を称している。長経の跡は実弟・南部光経、光経の婿養子・南部長安（新田経安の子）、長安嫡男・南部守清と継承された。

#### 八戸を称す
守清の跡は甥の八戸政経（守清実弟・新田清政の子）が継いだ。根城南部家は南部政光が八戸に住んで以来、八戸侯とも呼ばれてはいたが、この政経以前は南部氏を名乗っていた。しかし政経以降は八戸氏を称するようになった。政経のあとは八戸信長・八戸治義・八戸義継と直系で続き、義継の跡は弟・八戸勝義が継いだ。しかし勝義には男子が無く、一族の新田行政の子・政義（政栄）が養子となった。政義は三戸南部信直に小田原征伐参陣を薦め、三戸城の留守居を勤めている。南部藩では家老を務めた。

### 江戸時代

#### 養子による継承と遠野移封
政義の家督は子・八戸直栄が継ぎ、そのあとは直栄弟・八戸直政が婿養子となった。しかし直政は、越後高田の松平忠輝のもとへ南部藩の使者として赴いた際に急病で死去してしまった。この断絶の危機に対し、直栄の娘で直政未亡人・清心尼が家督を継ぎ、跡継ぎには一族の新田政広の子・直義を婿養子に迎えて解決した。しかしこの相続のため、当時の八戸領1万5500石のうち、田名部領3000石を藩に返上させられた。
寛永4年3月、八戸から遠野に移る。「八戸家系」によると、新南部領になった遠野と花巻の旧領主たちは伊達政宗の援助を受けて歯向かおうとするので、利直派遣の郡代は手を焼いていた。これを解決できるのは直義しかいないと考えた利直は、遠野と花巻どちらか好きな方に移居するよう要請した。直義は、かつて公子政直の守った花巻は遠慮したいと伝えて遠野を選んだという。一方「八戸家伝記」によると、直義は利直から遠野移封を要請されて席を退出し家老たちにも謙譲したが、再び利直に呼び出されて御盃を賜り「遠野移封の祝儀」と言われたので強く辞退できなくなったという。
以後は世襲筆頭家臣となり、中野氏、北氏と共に南部家中で代々家老を務める「御三家」の一つとして続いた。

#### 八戸内記家
直義の跡、嫡男・八戸義長が継ぐ際、義長の弟・八戸義也が2000石で分家している。ただし義也家は次代・八戸竹之助が早世し、北氏から養子・八戸義謀を迎えたが1000石に減封され、没収分は本家の義長のもとへ戻っている。八戸義涛の代に加増され1500石となり続いた。

#### 南部氏への改姓
文政元年（1818年）には南部藩の家格昇進を祝って北氏、南氏、中野氏、東氏とともに嫡子嫡孫まで南部の称号を許され、南部姓へ戻っている。

### 明治時代
明治維新後は旧藩士なので士族であったのだが、明治29年（1896年）先祖の南部師行が南朝忠臣として正五位を追贈されたのに伴い、子孫にあたる遠野南部当主南部行義は明治30年（1897年）に特旨によって男爵となっている。
明治34年（1901年）には分家の八戸内記家が南部姓へ改姓している。

## 歴代当主
1. 南部実長
2. 南部実継
3. 南部長継
4. 南部師行
5. 南部政長
6. 南部信政
7. 南部信光
8. 南部政光
9. 南部長経
10. 南部光経
11. 南部長安
12. 南部守清
13. 八戸政経
14. 八戸信長
15. 八戸治義
16. 八戸義継
17. 八戸勝義
18. 八戸政栄
19. 八戸直栄
20. 八戸直政
21. 清心尼
22. 八戸直義 遠野移封
23. 八戸義長
24. 八戸義倫
25. 八戸利戡
26. 八戸信有
27. 八戸信彦
28. 八戸義顔
29. 八戸怡顔
30. 南部義堯
31. 南部義茂
32. 南部済賢
33. 南部義敦
34. 南部行義
35. 南部義信
36. 南部日実
37. 南部光徹

## 系譜
```
　　　　　　　　　
南部光行

　　　　　　　　　　 ┣━━━━━━┓
　　　　　　　　 
波木井実長
　 　
南部実光

　　　　　　　 ┏━━┫　　　　　　┃
　　　　　　　
長義
　
実継
　　　　　時実
　　　　　　　　　　 ┃　　　　　　┣━━┳━━┓
　　　　　　　　　　
長継
　　　　　
宗経
　
政行
　
政光

　　　　　　　　　　 ∥　　　　　　┏━━╋━━┓　
　　　　　　　　　　
師行
　　　　　
政長
　
師行
  
時長

　　　　　　　　　　 ∥
　　　　　　　　　　
政長

　　　　　　 ┏━━━┫
　　　　　
新田
政持
　
信政

　　　　　　 ┏━━━┫
　　　　　
七戸政光
　
信光

　　　　　　　　　　 ∥━━┳━━┓
　　　　　　　　　　
政光
　
光経
　
長経

　　　　　　　　　　 ∥
　　　　　　　　　　
長経

　　　　　　　　　　 ∥
　　　　　　　　　　
光経

　　　　　　　　　　 ∥
　　　　　　　　　　
長安

　　　　 ┏━━━━━┫
　　
新田清政
　　　　
守清

　　　　 ┣━━┓　　∥
　　　　
清継
　
政経
　
政経

　 　　　┃　　　　　┃
　　　　
盛政
　　　　
信長

　 　　　┃　　　　　┃
　　　　
行政
　　　　
治義

　 ┏━━┫　　┏━━┫
　
政盛
　
政栄
　
勝義
　
義継

　 ┃　　　　　　　　∥
　
政広
　　　　　　　
勝義

　 ┃　　　　　　　　∥
　
直義
　　　　　　　
政義（政栄）

　 　　　┏━━━━━┫
　　　　
直政
　　　　
直栄

　　　　 ↓　　　　　┃
　　　　
直政
━┳━
清心尼

　　　　　　　┃
　　　　　　　娘 ━┳━
直義

 ┏━━━━━━━━┫

義也
　　　　　　　
義長

 ┃　　　　　　　　┃

竹之助
　　　　　　
義倫

 ∥　　　　　　　　∥

義謀
（
北氏
より）　
利戡
（山田氏より
[
※ 1
]
）
 ┃　　　　　　　　∥

義書
　　　　　　　
信有
（
七戸舜信
[
※ 2
]
の子）
 ┣━━┓　　　　　┃
義当　
義顔
　　　　
信彦

 ┃　　　　　┏━━∥
篤義　　　　
義応
　
義顔

 ∥　　　　　　　　┃

義涛
　　　　　　　
義興

 ┣━━┓　　┏━━┫
義休　継処　
義涛
　
怡顔
（嫡孫継承）
 ┃（
北氏
）　┏━━∥━━┐
元治　　　
北
継昌　
義堯
　
義応

　　　　　　 ┏━━┫　　┃
　　　　　　
義晋
　
義茂
　
義堯

　　　　　　　　　 ∥
　　　　　　　　　
済賢
（義晋）
　　　　　　　　　 ┃
　　　　　　　　　
義敦

　　　　　　　　　 ∥
　　　　　　　　　
行義

　　　　　　　　　 ┣━━┓
　　　　　　　　　
義信
  
日実
 (兄・義信の養子へ)
　　　　　　　　　 ∥
　　　　　　　　　
日実

　　　　　　　　　 ┃
　　　　　　　　　
光徹
```

1. ↑  八戸利戡は南部利直の3男・山田利長の孫。父は利仲
2. ↑  南部重信の庶子。

## 庶家
新田家、中館氏、田中氏、沢里氏をもって「四天之御一家」と呼ばれて、「八戸家中」の最有力者、八戸南部氏権力の中枢を形成した家であった。
- 新田氏　根城南部氏5代遠江守政長の次男左馬助政持を始祖とし、糠部郡新井田を領知し、新田城に在し、氏とする。
- 中館氏　南部遠江守政長の三男兵庫助信助を始祖とし、八戸の中館に住し、氏とする。　新田氏に次ぐ「八戸家中」第二位の家格を有した。
- 田中氏　根城南部氏10代南部光経の三男光清を始祖とする。
- 沢里氏　根城南部氏12代南部守清の弟信助を始祖とする。
- 西里氏　南部師行の妾腹の子、西里左近光広を始祖とする。